# Tarvasjõgi
Tarvasjõgi là một con sông ở Estonia. Nó cũng được gọi là Mõnuvere (tiếng Estonia: Mõnuvere jõgi). Nó là một nhánh của sông Jäneda, từ đó chảy vào sông Jägala và sau đó đổ ra biển Baltic. Tarvasjõgi bắt đầu gần Xa lộ Piibe (một con đường lịch sử nối liền giữa thủ đô Tallinn và Tartu). Con sông dài 30 km (19 mi) và có lưu vực thoát nước rộng 64,7 kilômét vuông (25,0 dặm vuông Anh).
Con sông bắt đầu từ đường Piibe, cách làng Peedu 5 km về phía tây nam. Nơi này nằm ở quận Lääne-Viru, phía nam Jäneda và Kõrveküla thuộc Giáo xứ Tapa. Nó chảy về phía nam cho đến khi đến Giáo xứ Järva ở Hạt Järva và sau đó tiếp tục chảy về phía tây nam. Tại làng Mõnuvere, nó quay về hướng tây bắc và đến Khu bảo tồn thiên nhiên Põhja-Kõrvemaa và chảy xuyên qua đó. Tại điểm mà nó băng qua đường giữa Jäneda và Alavere, con sông đến ranh giới của Hạt Harju và tiếp tục là dòng sông ranh giới giữa Järva và Harju. Sông chảy tiếp vào hạt Harju, Giáo xứ Anija. Sau một km, nó nhập vào sông Jäneda, sau đó chảy vào sông Jägala và đến biển Baltic.
Khu bảo tồn thiên nhiên Põhja-Kõrvemaa mà dòng sông chảy qua là khu bảo tồn thiên nhiên lớn thứ ba ở Estonia với diện tích là 131 km2 (51 dặm vuông Anh). Khung cảnh được hình thành từ rút đi của sông băng khoảng 12.000 năm trước. Vùng đất có hồ nước rộng lớn, đầm lầy, esker, gò cát và sỏi, đầm lầy kiềm và vùng cây bụi khô, với độ che phủ rừng 40%. Nó cung cấp môi trường sống cho chó sói, linh miêu Á-Âu và gấu nâu, và các loài chim được bảo vệ bao gồm hạc đen, đại bàng vàng, Tetrao urogallus và sếu cổ trắng.
Ảnh